# Acer sutchuense
Acer sutchuense är en kinesträdsväxtart som beskrevs av Adrien René Franchet. Acer sutchuense ingår i släktet lönnar, och familjen kinesträdsväxter. Inga underarter finns listade i Catalogue of Life.